# Ros Mason
Rosalee Adella Mason, detta Ros (Londra, 24 aprile 1979), è un'ex cestista britannica.

## Carriera
Con la Gran Bretagna ha disputato i Campionati europei del 2011.